# Lista das cidades mais populosas da Oceania
Esta é uma lista das cidades mais populosas da Oceania. As populações são estimadas para o ano de 2019:

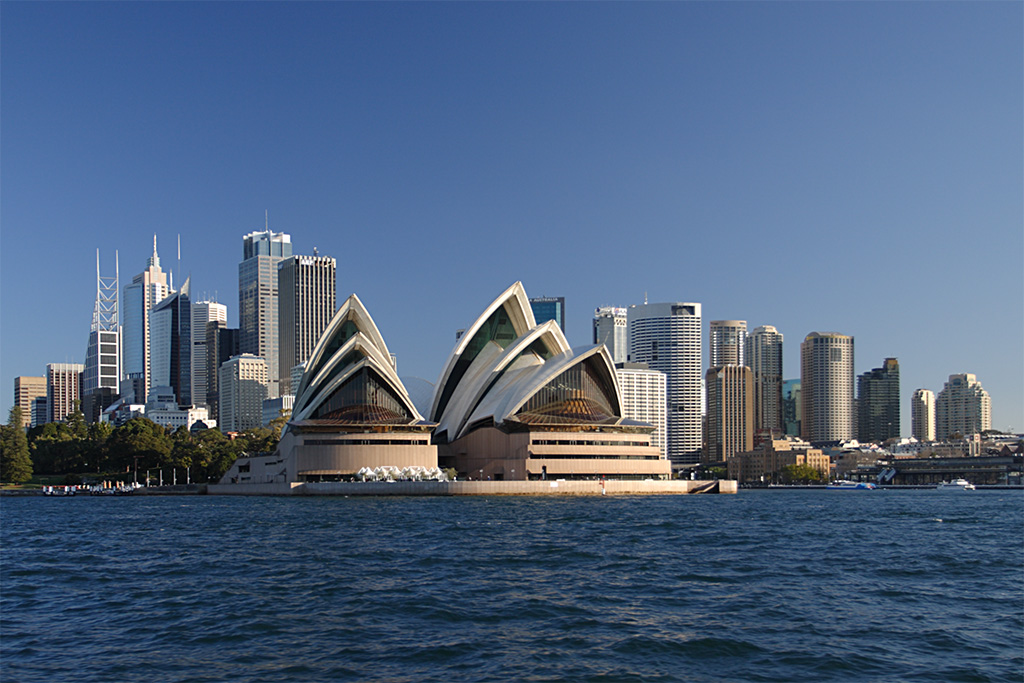
Sydney, a cidade mais populosa da Austrália e da Oceania.

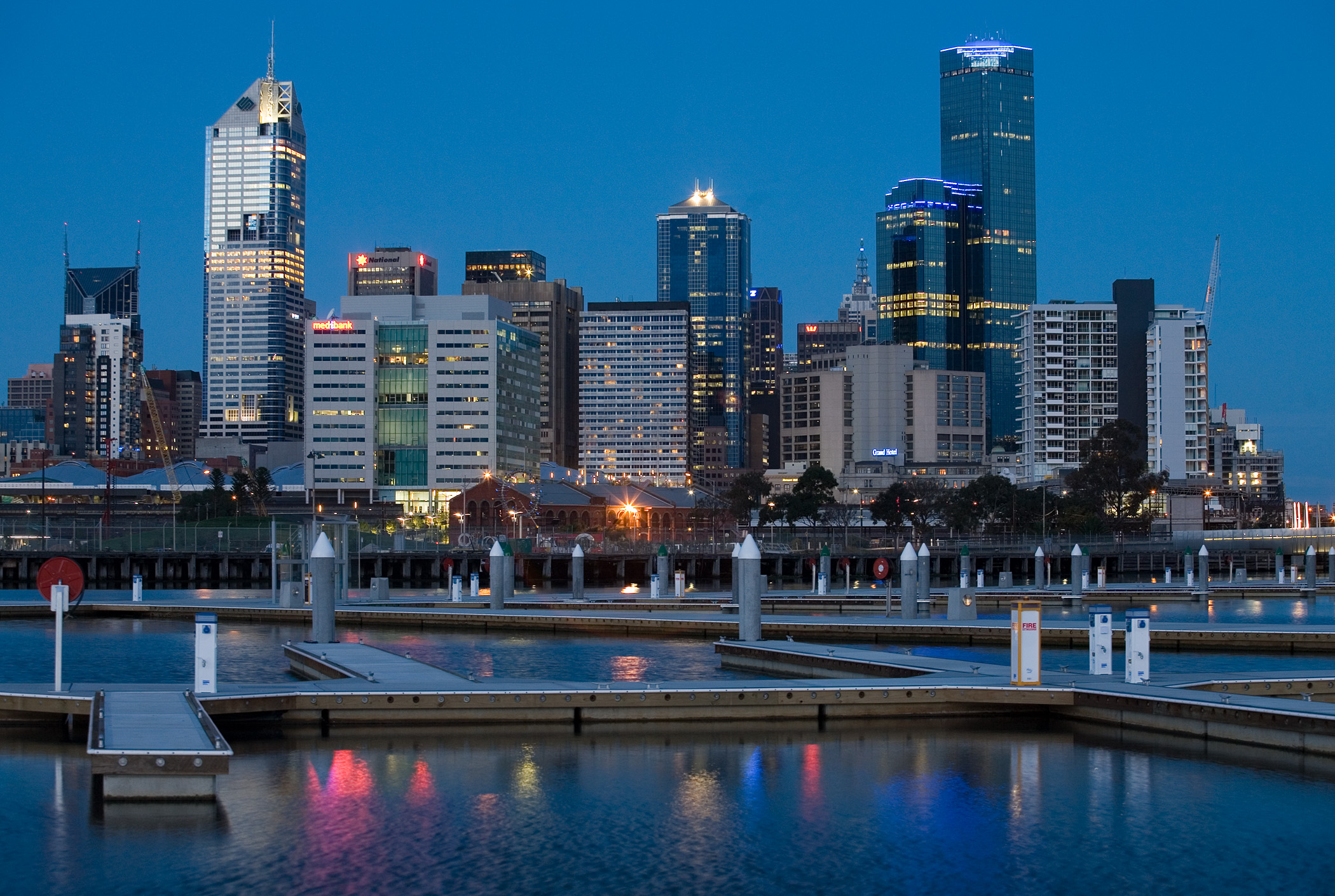
Melbourne, segunda cidade mais populosa da Austrália e da Oceania.

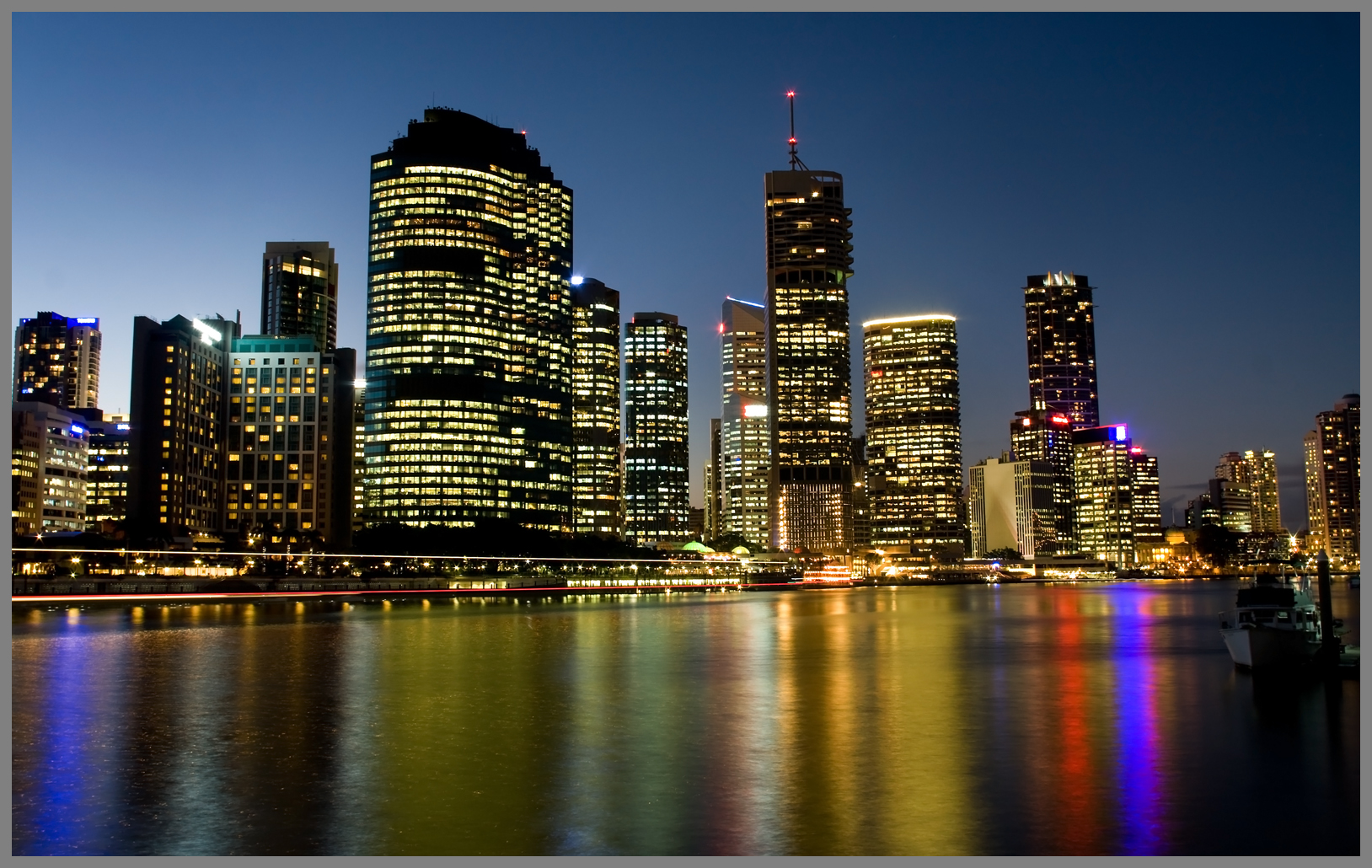
Brisbane é a terceira cidade mais populosa da Austrália e da Oceania.

| Posição | Cidade        | População | País             |
| ------- | ------------- | --------- | ---------------- |
| 1       | Sydney        | 5 312 163 | Austrália        |
| 2       | Melbourne     | 5 078 193 | Austrália        |
| 3       | Brisbane      | 2 514 184 | Austrália        |
| 4       | Perth         | 2 059 484 | Austrália        |
| 5       | Macáçar       | 1 508 154 | Indonésia        |
| 6       | Auckland      | 1 467 800 | Nova Zelândia    |
| 7       | Adelaide      | 1 345 777 | Austrália        |
| 8       | Gold Coast    | 679 127   | Austrália        |
| 9       | Manado        | 432 300   | Indonésia        |
| 10      | Amboina       | 416 988   | Indonésia        |
| 11      | Manukau       | 410 158   | Nova Zelândia    |
| 12      | Christchurch  | 377 434   | Nova Zelândia    |
| 13      | Honolulu      | 375 134   | Estados Unidos   |
| 14      | Kupang        | 361 666   | Indonésia        |
| 15      | Palu          | 348 757   | Indonésia        |
| 16      | Camberra      | 334 276   | Austrália        |
| 17      | Mataram       | 329 544   | Indonésia        |
| 18      | Kendari       | 307 208   | Indonésia        |
| 19      | Porto Moresby | 307 103   | Papua-Nova Guiné |
| 20      | Central Coast | 306 025   | Austrália        |